# سامانه روغن‌کاری

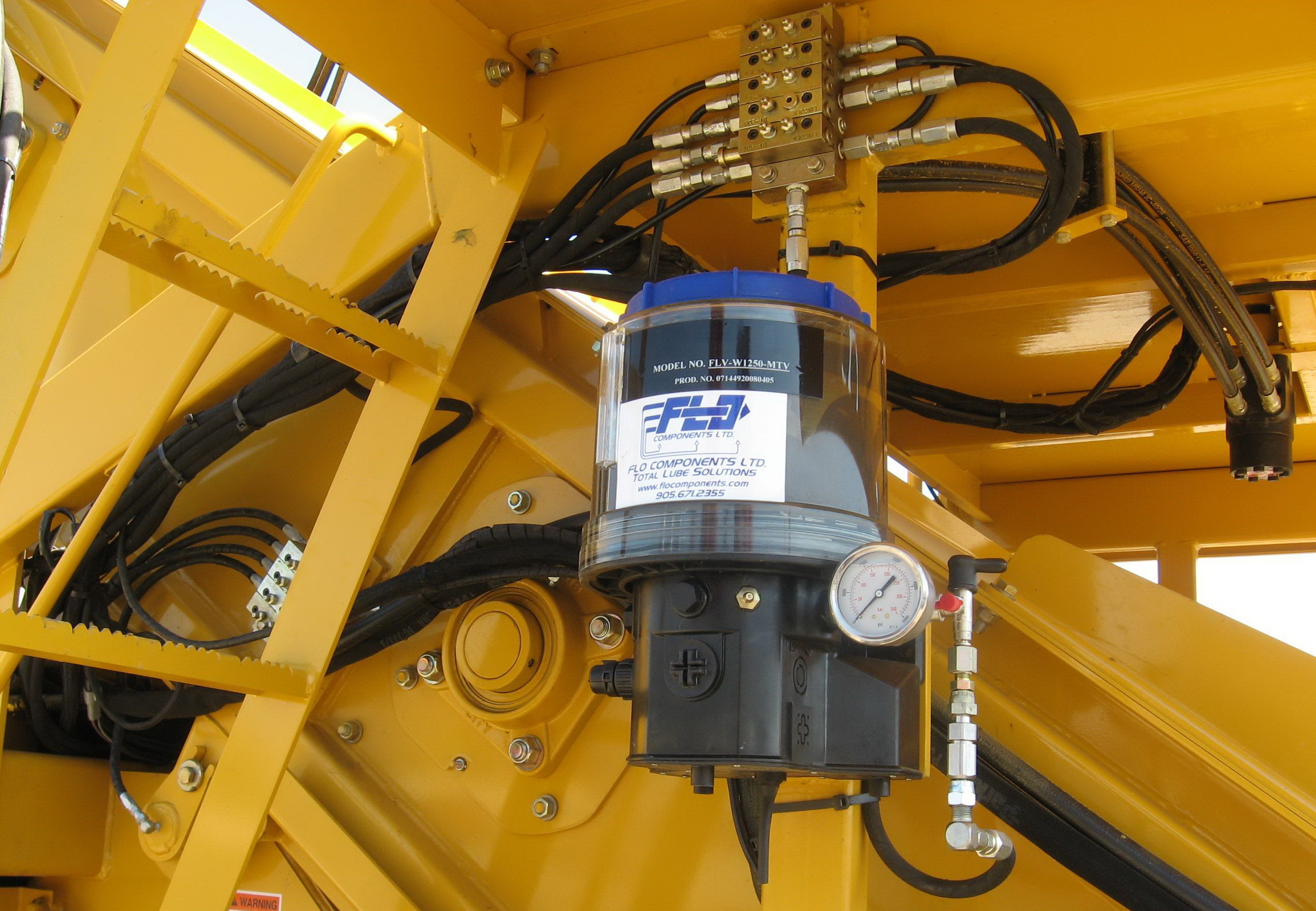
فیلتر روغن

## اجزای سامانه روغن‌کاری
کارتل (کارتر)، صافی سیمی، اویل پمپ، فشارشکن، فیلتر روغن، کانال‌های روغن‌کاری، یاتاقان‌های ثابت و متحرک، میل‌لنگ

## انواع مدارات روغن‌کاری
- سری
- موازی
- فرعی